# Сант-Агостино (коммуна)
Сант-Агости́но (итал. Sant'Agostino) —  коммуна в Италии, располагается в регионе Эмилия-Романья, в провинции Феррара.
Население составляет 6749 человек (2008 г.), плотность населения составляет 193 чел./км². Занимает площадь 35 км². Почтовый индекс — 44047. Телефонный код — 0532.
Покровителем коммуны почитается блаженный Августин.

## Демография
Динамика населения:

## Администрация коммуны
- Официальный сайт: http://www.comune.santagostino.fe.it/